# Långemåla socken
Långemåla socken i Småland ingick i Handbörds härad, ingår sedan 1971 i Högsby kommun i Kalmar län och motsvarar från 2016 Långemåla distrikt.
Socknens areal är cirka 153,12 kvadratkilometer, varav land 144,30. År 2000 fanns här 820 invånare. En del av tätorten Ruda samt kyrkbyn Långemåla med sockenkyrkan Långemåla kyrka ligger i socknen. 

## Administrativ historik
Långemåla socken är bildad 1740 som en utbrytning ur Högsby socken. Den blev annexförsamling 18 juli 1732 och egen jordebokssocken 1740. I samband med detta överfördes från Högsby socken byarna Barnebo, Brusemåla, Böta, Bötterum, Flasgölerum, Hultsnäs, Källtorp, Lamnehult, Långemåla, Osemåla, Ruda, Värlebo och Älmhult.
Vid kommunreformen 1862 övergick socknens ansvar för de kyrkliga frågorna till Långemåla församling och för de borgerliga frågorna till Långemåla landskommun. Landskommunen uppgick 1952 i Högsby landskommun och ingår sedan 1971 i Högsby kommun.
1 januari 2016 inrättades distriktet Långemåla, med samma omfattning som församlingen hade 1999/2000.
Socknen har tillhört samma fögderier och domsagor som Handbörds härad. De indelta soldaterna tillhörde Kalmar regemente, Livkompanit samt båtsmännen som tillhörde Smålands båtsmanskompani.

## Geografi
Långemåla socken ligger väster om Mönsterås kring Alsterån med en rullstensås löpande genom socknen från nordväst till sydost. Socknen är en sjö- och mossrik skogsbygd.

## Fornlämningar
Kända från socknen är en hällkista från stenåldern och några gravrösen från bronsåldern samt två järnåldersgravfält.

## Namnet
Namnet (1378 Langamalom) kommer från kyrkbyn. Förleden är lång. Efterleden är måla, 'avmätt jordområde'.

### Fotnoter
1. 1 2 3  Svensk Uppslagsbok andra upplagan 1947–1955: Långemåla socken
2. ↑  DMS 4:2 Handbörd Stranda
3. ↑  Harlén, Hans; Harlén Eivy (2003). Sverige från A till Ö: geografisk-historisk uppslagsbok. Stockholm: Kommentus. Libris 9337075. ISBN 91-7345-139-8
4. ↑  Administrativ historik för Långemåla socken (Klicka på församlingsposten). Källa: Nationella arkivdatabasen, Riksarkivet.
5. ↑  Om Smålands båtsmanskompani privat sida
6. 1 2  Sjögren, Otto (1931). Sverige geografisk beskrivning del 2 Östergötlands, Jönköpings, Kronobergs, Kalmar och Gotlands län. Stockholm: Wahlström & Widstrand. Libris 9939
7. 1 2  Nationalencyklopedin
8. ↑  Fornlämningar, Statens historiska museum: Långemåla socken
9. ↑  Fornminnesregistret, Riksantikvarieämbetet: Långemåla socken Fornminnen i socknen erhålls på kartan genom att skriva in sockennamn (utan "socken") i "Ange geografiskt område"
10. ↑  Mats Wahlberg, red (2003). Svenskt ortnamnslexikon. Uppsala: Institutet för språk och folkminnen. Libris 8998039. ISBN 91-7229-020-X. https://isof.diva-portal.org/smash/get/diva2:1175717/FULLTEXT02.pdf